# Spencer Sautu
Spencer Sautu (5 de outubro de 1994) é um futebolista profissional zambiano que atua como meia.

## Carreira
Spencer Sautu representou o elenco da Seleção Zambiana de Futebol no Campeonato Africano das Nações de 2015.